# Молтке (тауншип, Миннесота)
Молтке (англ. Moltke) — тауншип в округе Сибли, Миннесота, США. На 2000 год его население составило 337 человек.

## География
По данным Бюро переписи населения США площадь тауншипа составляет 101,1 км², из которых 101,1 км² занимает суша, водоёмов нет.

## Демография
По данным переписи населения 2000 года здесь находились 337 человек, 119 домохозяйств и 96 семей.  Плотность населения —  3,3 чел./км².  На территории тауншипа расположено 127 построек со средней плотностью 1,3 построек на один квадратный километр. Расовый состав населения: 98,22 % белых, 0,59 % афроамериканцев, 0,59 % азиатов и 0,59 % приходится на две или более других рас. Испанцы или латиноамериканцы любой расы составляли 1,48 % от популяции тауншипа.
Из 119 домохозяйств в 39,5 % воспитывались дети до 18 лет, в 73,9 % проживали супружеские пары, в 3,4 % проживали незамужние женщины и в 19,3 % домохозяйств проживали несемейные люди. 18,5 % домохозяйств состояли из одного человека, при том 7,6 % из — одиноких пожилых людей старше 65 лет. Средний размер домохозяйства — 2,83, а семьи — 3,22 человека.
30,6 % населения — младше 18 лет, 6,8 % — в возрасте от 18 до 24 лет, 27,6 % — от 25 до 44, 21,7 % — от 45 до 64, и 13,4 % — старше 65 лет. Средний возраст — 38 лет. На каждые 100 женщин приходилось 123,2 мужчин.  На каждые 100 женщин старше 18 приходилось 112,7 мужчин.
Средний годовой доход домохозяйства составлял 45 234 доллара, а средний годовой доход семьи —  46 058 долларов. Средний доход мужчин —  26 875  долларов, в то время как у женщин — 18 000. Доход на душу населения составил 16 737 долларов. За чертой бедности находились 4,2 % семей и 5,0 % всего населения тауншипа, из которых 6,1 % младше 18 лет.